# 西西里伯國
西西里伯國是諾曼國家，從1071年到1130年，由西西里島和馬耳他島以及卡拉布里亞的一部分組成。該伯國於諾曼人從西西里酋長國征服西里島（1061-1091年）期間開始形成，並於965年建立。在穆斯林被擊敗並被迫退出或併入諾曼軍隊之後，該伯國成為西西里歷史的過渡時期。

## 歷史
西西里伯國是由羅貝爾·吉斯卡爾 (Robert Guiscard) 於1071年為其弟弟魯傑羅·博索(Roger Bosso) 創建。吉斯卡爾本人於1059年從教皇尼古拉二世那裡獲得了西西里公爵的頭銜（dux Siciliae），以鼓勵他從穆斯林手中征服西西里島。1061年，諾曼人第一次永久征服（墨西拿），1071年，酋長國首府和未來的伯國首府巴勒莫陷落後，吉斯卡爾授予魯傑羅伯爵頭銜，並賦予他對該島的完全管轄權除了巴勒莫的一半、墨西拿和戴蒙娜地區，吉斯卡爾保留這些地區。魯傑羅將佔領包括吉斯卡爾統治下尚未征服的地方。1091年2月，諾托陷落，西西里島的征服完成。同年晚些時候開始征服馬耳他，並於1127年竣工，當時該島的阿拉伯統治者也被驅逐。
羅貝爾·吉斯卡爾讓魯傑羅與他的普利亞和卡拉布里亞公國的繼任者保持著模糊的關係。1085年羅貝爾·吉斯卡爾去世後，魯傑羅一世從新任公爵魯傑羅·博爾薩那裡獲得卡拉布里亞地區所有城堡，此前他曾與羅伯特·吉斯卡德分享過該地區的主權 。事實上，魯傑羅一世政府所在地是卡拉布里亞城鎮米萊托。根據歷史學家阿戈斯蒂諾·因韋格斯和馬泰奧·卡梅拉的說法，魯傑羅一世自1096年起就開始使用“西西里和卡拉布里亞大伯爵”的頭銜。魯傑羅一世去世後，主要的變化是首都的轉移：巴勒莫於1112年成為首都，魯傑羅二世在母親阿德萊德·德爾·瓦斯托攝政後，被授予伯國。隨著這一變化，西西里島開始由中央政府管轄，而卡拉布里亞地區則成為省級行政區。在西西里島的魯傑羅二世和普利亞公爵威廉二世統治期間，兩個諾曼公國之間爆發衝突，威廉二世是羅貝爾·吉斯卡爾的孫兒，所以是魯傑羅二世的侄兒。在教皇嘉禮二世的調解下，並作為對1121年阿里亞諾的佐敦領導的叛亂援助的回報，無子嗣的威廉二世把他所有的西西里領土割讓給魯傑羅二世，並任命他為繼承人。
1127年，威廉二世去世後，魯傑羅二世繼承在意大利半島的普利亞公國；三年後（1130年），在對立教宗安那克勒圖二世的批准下，他在巴勒莫合併自己的領地，成立了西西里王國。

## 伯爵列表

### 歐特維爾王朝
1059年，教宗尼古拉二世在基督教重新征服西西里島的同時，將西西里島授予羅貝爾·吉斯卡爾為“公爵”。然後吉斯卡爾將其作為一個伯國授予他的兄弟魯傑羅。
| 伯爵                     | 肖像       | 出生                                                         | 結婚                                                                                                   | 死亡                      |
| ------------------------ | ---------- | ------------------------------------------------------------ | --- | ------------------------- |
| 魯傑羅一世 1071年–1101年 | 魯傑羅二世 | 1031年 歐特維爾的坦克雷德與芙麗森達的兒子                    | 埃夫勒的茱迪斯 1061年 四個女兒 莫爾坦的埃倫伯加 1077年 八名兒女 阿德萊德·德爾·瓦斯托 1087年 四名兒女   | 1101年 米萊托 70歲        |
| 西莫尼 1101年–1105年     |            | 1093年 魯傑羅一世與阿德萊德·德爾·瓦斯托的兒子                | 未結婚                                                                                                 | 1105年 米萊托 12歲        |
| 魯傑羅二世 1105年–1130年 | 魯傑羅二世 | 1095年12月22日 米萊托 魯傑羅一世與阿德萊德·德爾·瓦斯托的兒子 | 卡斯蒂利亞的埃爾韋拉 1117年 六名兒女 勃艮第的西比拉 1149年 兩名兒女 勒泰勒的比阿特麗絲 1151年 一名兒女 | 1154年2月26日 巴勒莫 59歲 |